# Judo na Igrzyskach Śródziemnomorskich 2013
Judo na Igrzyskach Śródziemnomorskich 2013 odbywało się w dniach 21–23 czerwca 2013 roku. Zawodnicy obojga płci rywalizowali łącznie w czternastu konkurencjach w Mersin University Hall.

## Podsumowanie

### Klasyfikacja medalowa
| Klasyfikacja medalowa | Klasyfikacja medalowa | Klasyfikacja medalowa | Klasyfikacja medalowa | Klasyfikacja medalowa | Klasyfikacja medalowa |
| Miejsce               | Państwo               | Złoto                 | Srebro                | Brąz                  | Razem                 |
| --------------------- | --------------------- | --------------------- | --------------------- | --------------------- | --------------------- |
| 1                     | Słowenia              | 3                     | 4                     | 1                     | 8                     |
| 2                     | Francja               | 2                     | 1                     | 5                     | 8                     |
| 3                     | Turcja                | 2                     | 1                     | 4                     | 7                     |
| 4                     | Hiszpania             | 2                     | 1                     | 0                     | 3                     |
| 5                     | Serbia                | 1                     | 1                     | 0                     | 2                     |
| 6                     | Maroko                | 1                     | 0                     | 3                     | 4                     |
| 7                     | Chorwacja             | 1                     | 0                     | 1                     | 2                     |
| 7                     | Czarnogóra            | 1                     | 0                     | 1                     | 2                     |
| 9                     | Egipt                 | 1                     | 0                     | 0                     | 1                     |
| 10                    | Włochy                | 0                     | 4                     | 4                     | 8                     |
| 11                    | Tunezja               | 0                     | 1                     | 3                     | 4                     |
| 12                    | Bośnia i Hercegowina  | 0                     | 1                     | 1                     | 2                     |
| 13                    | Algieria              | 0                     | 0                     | 3                     | 3                     |
| 14                    | Grecja                | 0                     | 0                     | 1                     | 1                     |
| 14                    | Liban                 | 0                     | 0                     | 1                     | 1                     |
| Razem                 | Razem                 | 14                    | 14                    | 28                    | 56                    |

### Medaliści
| Konkurencja    | 1. miejsce           | 2. miejsce               | 3. miejsce                              |           |           |           |
| Mężczyźni      | Mężczyźni            | Mężczyźni                | Mężczyźni                               | Mężczyźni | Mężczyźni | Mężczyźni |
| -------------- | -------------------- | ------------------------ | --------------------------------------- | --------- | --------- | --------- |
| do 60 kg       | Yassine Moudatir     | Ahmet Kaba               | Ziade Damien Fabio Basile               |           |           |           |
| do 66 kg       | Sugoi Uriarte        | Andraž Jereb             | Nikola Gušić Houcem Khalfaoui           |           |           |           |
| do 73 kg       | Hasan Vanlioglu      | Ljubiša Kovačević        | Jonathan Allardon Enrico Parlati        |           |           |           |
| do 81 kg       | Srđan Mrvaljević     | Aljaž Sedej              | Massimo Carollo Tomislav Marijanović    |           |           |           |
| do 90 kg       | Aleksandar Kukolj    | Walter Facente           | Axel Clerget Abderrahmane Benamadi      |           |           |           |
| do 100 kg      | Ramadan Darwish      | Amel Mekić               | Feyyaz Yazıcı Vincenzo D'Arco           |           |           |           |
| powyżej 100 kg | Matjaž Ceraj         | Jean-Sébastien Bonvoisin | Bilal Zouani Faicel Jaballah            |           |           |           |
| Kobiety        |                      |                          |                                         |           |           |           |
| do 48 kg       | Ebru Şahin           | Valentina Moscatt        | Hela Ayari Scarlett Gabrielli           |           |           |           |
| do 52 kg       | Laura Gómez          | Petra Nareks             | Delphine Delsalle Ayşe Arça             |           |           |           |
| do 57 kg       | Vlora Bedeti         | Martina Lo Giudice       | Shirley Elliot Fatima Ait Ali           |           |           |           |
| do 63 kg       | Marijana Mišković    | Nina Miloševič           | Rizlen Zouak Bahar Büker                |           |           |           |
| do 70 kg       | Fanny Posvite        | María Bernabéu           | Assmaa Niang Anka Pogačnik              |           |           |           |
| do 78 kg       | Géraldine Mentouopou | Assunta Galeone          | Kaouthar Ouallal Vasiliki Lymperopoulou |           |           |           |
| powyżej 78 kg  | Lucija Polavder      | Nihel Cheikh Rouhou      | Belkıs Zehra Kaya Larisa Cerić          |           |           |           |